# Mexieulepis elongatus
Mexieulepis elongatus är en ringmaskart som beskrevs av Rioja 1962. Mexieulepis elongatus ingår i släktet Mexieulepis och familjen Eulepethidae.
Artens utbredningsområde är Mexikanska golfen. Inga underarter finns listade i Catalogue of Life.